# Застава Литванске ССР
Застава Литванске ССР усвојена је 15. јула 1953. одлуком владе Литванске ССР. Ова застава је била у употреби до 18. новембра 1988. године, када је замењена данашњом заставом Литваније.
Застава је била црвене боје, а преко доњег дела заставе хоризонтално су се протезале бела и зелена трака. Црвени део је заузимао 2/3 заставе. У горњем левом куту налазио се златни срп и чекић, а изнад њега петокрака црвена звезда. Већ 1988. године, Михаил Горбачов је допустио већу аутономију Балтичким државама, тако да је Литванска ССР 18. новембра усвојила заставу из 1918. године, чак две године пре проглашења независности од Совјетског Савеза.
Прва застава Литванске ССР била је усвојена 30. јула 1940. године. У горњем левом куту стајао је златни срп и чекић, а изнад њега латинични натпис LIETUVOS TSR (Литванска Совјетска Социјалистичка Република).

## Галерија
- 1940–1953
- 1988–1990